# Mestrino
Mestrino (Mestrin in veneto) è un comune italiano di 11 786 abitanti della provincia di Padova in Veneto, situato a circa 12 km a ovest del capoluogo.

## Storia
I reperti dimostrano che la zona di Mestrino era abitata già in epoca romana. L'insediamento umano era favorito dal transito della via Gallica, che collegava la vicina Padova a Torino, nonché dalla fertilità dei terreni bagnati dal Bacchiglione. Nello stesso periodo si colloca l'origine delle due frazioni; ad Arlesega, in particolare, doveva sorgere un fortilizio, distrutto durante le invasioni barbariche e riedificato nel medioevo.
Dopo la caduta dell'Impero Romano, il territorio subì una serie di sconvolgimenti naturali che ne provocarono l'abbandono. Già nel IV secolo si era verificato un violento terremoto, mentre nel 589 avvenne la cosiddetta rotta della Cucca, una devastante alluvione che stravolse l'idrografia di tutto il Veneto. L'area si risollevò solo con le opere di bonifica intraprese dai benedettini, che proprio a Mestrino aprirono un monastero (maschile e più tardi femminile) con ospizio annesso; continuò a funzionare sino al 1384 quando, in seguito a un disastroso incendio, le monache lo abbandonarono per trasferirsi a Padova. Frattanto a Lissaro, che allora rappresentava il principale centro abitato, era stata istituita una pieve (citata dal 1077).
Il medioevo viene ricordato anche per le lotte che opposero i comuni di Padova e Vicenza e che colpirono particolarmente la zona a causa del transito della via Gallica. Solo con l'avvento dei Carraresi si ebbe un periodo di stabilità che portò anche a una certa prosperità economica.
Questa situazione florida continuò anche sotto il successivo dominio veneziano che portò numerose famiglie patrizie a investire nell'agricoltura della terraferma. In questo periodo vennero innalzate le ville venete tuttora esistenti. Si trattò, in ogni caso, di un benessere relativo in quanto la popolazione locale, in massima parte contadina, continuò a soffrire miseria, fame e pestilenze.
L'avvento di Napoleone provocò un nuovo periodo di instabilità che si concluse nel 1815 con la definitiva annessione del Veneto all'impero austriaco. Quest'ultima amministrazione, per quanto fosse accolta con sollievo dopo la dominazione napoleonica ed avesse alcuni aspetti positivi nella gestione della res publica, fu osteggiata da una parte della popolazione che mal ne tollerava il carattere neo-assolutista e alcuni mestrinesi si iscrissero alla società segreta dei Masenini. La tensione e il malcontento salirono con l'epopea della repubblica di San Marco del 1848 e con lo scoppio di nuove epidemie che stremarono gli abitanti.
L'annessione al regno d'Italia, felicemente salutata da una parte della popolazione, non bastò a risolvere la secolare miseria dei contadini e molti furono costretti a emigrare all'estero. Presso Arlesega risiedeva il giornalista cattolico intransigente Giuseppe Sacchetti (1845-1906), sensibile alle istanze dei braccianti, che criticò con decisione il processo risorgimentale e le misure di governo del nuovo stato liberale. Sacchetti fu una figura di primo piano nell'Opera dei Congressi, e fu un punto di riferimento importante per la stampa cattolica tra l'Ottocento e i primi del Novecento. 
Dopo la tragedia delle due guerre mondiali, Mestrino si risollevò convertendosi da modesta località agricola a centro industriale e commerciale.

### Simboli
Lo stemma è stato concesso con regio decreto del 10 aprile 1930.
d'azzurro, alla torre al naturale. Ornamenti esteriori da Comune.»
I tre cippi miliari fanno riferimento all'origine del toponimo Mestrino, millium trinum, a tre miglia dal confine vicentino, e l'origine romana del paese; la torre ricorda che il paese, situato in una posizione strategica, era difeso da un castello appartenuto ai nobili Schinella, poi espugnato ed abbattuto da Ezzelino da Romano nel 1258.
Il gonfalone, concesso con D.P.R. del 30 maggio 1953, è un drappo partito di verde e di azzurro.

## Monumenti e luoghi d'interesse

### Chiesa parrocchiale di San Bartolomeo
L'8 giugno 1191, il papa Celestino III, confermando i possessi dell'abbazia di Nonantola elenca anche la chiesa di San Silvestro di Mestrino, con annesso piccolo monastero-ospizio. Un secolo dopo, nel 1297, compare una "ecclesiae S. Bartholomei de Mestrino". Nella visita pastorale di Niccolò Ormanetto, il 21 maggio 1572, descrive la chiesa parrocchiale a tre navate con cinque altari e il campanile. Il 21 giugno 1689, la navata centrale crollò. Il parroco Giovanni Zara la fece ricostruire, sui vecchi muri maestri. La chiesa fu visitata il 26 aprile 1695, da Gregorio Barbarigo, la trovò "ricostruita ed eretta con la massima diligenza pietà e zelo". Fu consacrata dal card. Giorgio II Corner il 26 maggio 1708. Tra il 1876 e il 1880, per opera di don Angelo Candeo, fu costruito il campanile (che attualmente contiene 5 campane in Do3, fuse dalla Fonderia Colbachini di Padova e Bassano del Grappa). Lo stesso parroco don Candeo nella relazione alla visita vescovile del card. G. Callegari dichiarava che "la chiesa e per bisogno della popolazione e per la poca sicurezza dei muri (era stato necessario puntellarli l’anno prima) e per mancanza di architettura avrebbe bisogno d’essere rifatta dalle fondamenta", diede inizio alla costruzione della nuova chiesa parrocchiale tra il 1894 e il 1897, in sostituzione di quella seicentesca. Costruita in un'unica navata, in stile classico corinzio, di grande effetto di forme armoniose, con cinque altari. La facciata fu terminata nel 1911 e il pavimento nel 1928. L’artistico e splendido altare maggiore, fu acquistato nel 1938 dal parroco don Antonio Frigo, proviene dalla chiesa di San Francesco della Vigna di Venezia. Ha un prezioso paliotto attribuito a Baldassare Longhena, mentre il gruppo scultoreo dell'Annunciazione è opere di Pietro Baratta (sec. XVII). L'altare della Madonna del Rosario (tardo sec. XVII) e probabilmente l’altare maggiore della chiesa precedente, mentre quello di Sant'Antonio proviene dalla demolita chiesa di Carturo (sec. XVIII). Tra il 1934 e il 1935, per il soffitto della navata centrale, i pittori Silvio Travaglia e Antonio Soranzo hanno eseguito due dipinti a olio su legno raffiguranti il Martirio e la gloria di san Bartolomeo. Nel 1995 fu ricostruito il nuovo portale, decorato con quattro formelle in bronzo opera di Alberto Verza. Nel 1999, nel rispetto delle nuove norme liturgiche conciliari, il presbiterio fu adeguato al nuovo ordinamento liturgico, con un nuovo altare per la celebrazione e con un nuovo ambone in marmo bianco di Carrara, opera dello scultore Romeo Sandrin. Sotto alla navata si trova la cripta.

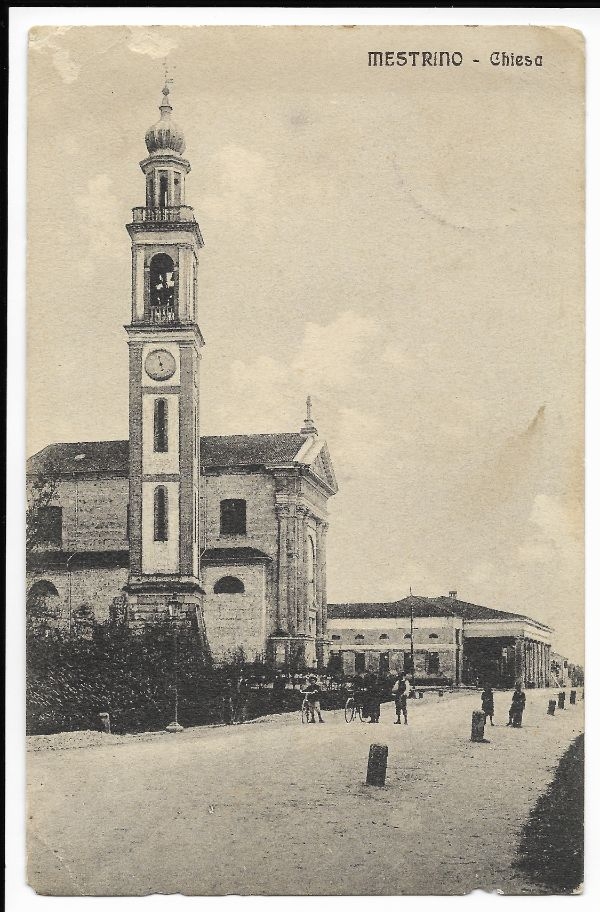
Il centro e la Chiesa di San Bartolomeo di Mestrino nel 1916

### Chiesa di San Giovanni Battista (Lissaro)
La pieve di San Giovanni Battista è ricordata il 3 aprile 1288, quando Giovanni di Viacio, chierico della sua chiesa, fu testimone ad un atto del vescovo di Padova Bernardo. Tra le chiese appartenenti alla pieve di Lissaro, c’era anche quella di S. Michele di Arlesega, San Bartolomeo di Mestrino, S. Giacomo di Ronchi, San Michele di Relda (località di Veggiano) e il monastero-ospizio di S. Maria del Zocco. La primitiva chiesa parrocchiale fu riedificata prima del 29 agosto 1498, quando il vescovo Pietro Barozzi la consacrò. Poco meno di quattro secoli dopo, la chiesa ormai pericolante fu sostituita con una nuova ad una sola navata, progettata dall'arch. Antonio Diedo, benedetta la prima pietra il 5 agosto 1860, fu decorata nel 1909 da Demetrio d'Alpago e allievi, fu consacrata il 27 agosto 1910. In questi stessi anni fu rinforzato ed elevato l'antico campanile. Nel presbiterio la chiesa possiede all'altare maggiore una bella tavola che rappresenta il Battesimo di Gesù, di Gerolamo Tessari detto del Santo (1532), e una grande pala con la Madonna in trono tra santa Giustina, san Pietro, san Paolo e sant'Elena eseguita nel 1545, attribuita a Stefano dell'Arzere. Da pochi anni, accanto all'edificio sacro, si trova un nuovo e rinnovato patronato.

### Chiesa di San Michele Arcangelo (Arlesega)
Cappella alle dipendenze della Pieve di Lissaro, Arlesega fu fino ai primi anni del Mille sotto la giurisdizione della diocesi di Vicenza. Nel 1077 compare insieme alla matrice nell’elenco delle chiese padovane poste sotto la protezione imperiale. Era già allora dedicata a san Michele arcangelo, culto di origine longobarda. Nel 1568 con bolla papale la chiesa fu unita come curazia sussidiaria alla Pieve di Lissaro che ne nominava il curato. Come tale, teneva registri canonici e civili, fonte battesimale e cimitero. L'edificio, che nel Cinquecento risultava pregevolmente affrescato, fu oggetto nei secoli di vari restauri. Nel 1854 vennero rifatti coro e soffitto; dieci anni dopo si aggiunsero le quattro cappelle laterali, si sistemarono gli archi del coro e il soffitto a vela. Nel 1906 venne ricostruito il campanile, crollato con parte della chiesa alcuni anni prima. Dal 1907 è parrocchia autonoma. Si affaccia sulla Statale 11.

### Villa Contarini Raffaella (Arlesega)

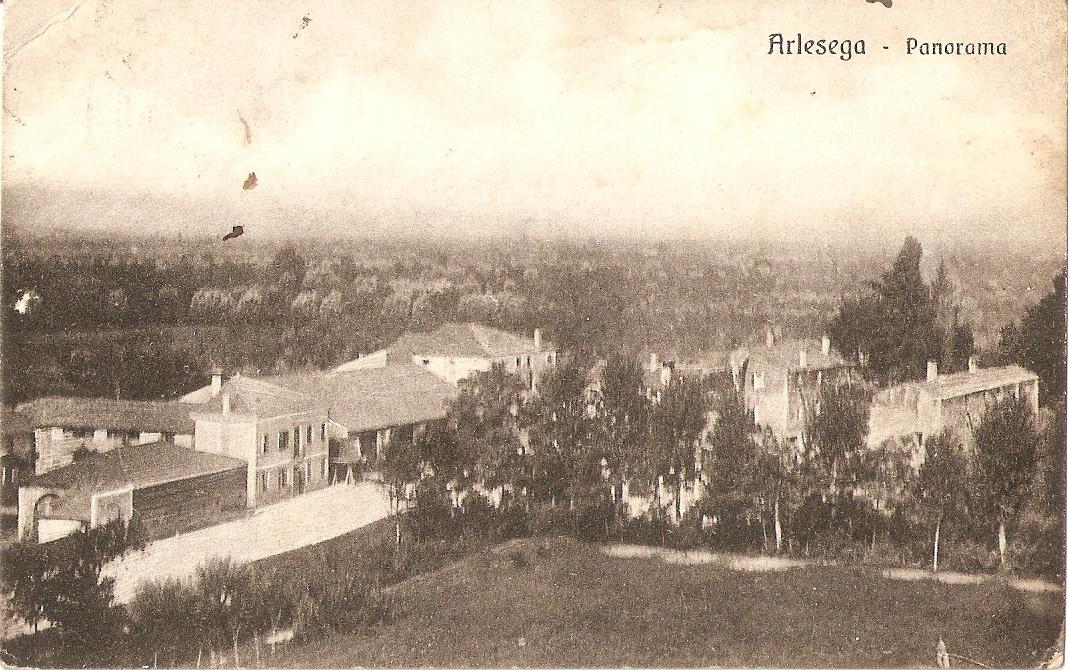
Veduta di Arlesega in una cartolina degli anni '20

Della Villa Contarini Raffaella di Arlesega, edificata probabilmente nella prima metà del XVI secolo, non è a tutt'oggi noto il nome dell'architetto. Gli affreschi ancora presenti sulla facciata principale sono invece riconducibili per certo ad un seguace dello Zelotti: vengono avvicinati per impianto figurativo al ciclo pittorico del Castello del Catajo, prova ulteriore della presumibile datazione della villa (prima del 1570). Il complesso si compone della Villa: la costruzione più antica con tipologia tipica delle prime ville venete, di impianto scamozziano. I saloni passanti sia al piano rialzato che al primo occupano il terzo medio dei fronti; le quattro sale poste ai vertici e gli spazi centrali con le scale completano le fasce laterali ad est e ad ovest. L'ala destra (coeva alla villa) si struttura in un porticato a modesta profondità (10 arcate), con corridoio corrispondente al piano superiore e sale sul retro. L'ala sinistra, invece, è un ampliamento risalente agli anni 50 del ‘900, epoca in cui la villa fu trasformata in orfanotrofio.

### Chiesetta di Santa Maria del Soco (Arlesega)
Secondo la tradizione, intorno alla metà del XIII secolo, la Madonna sarebbe apparsa su un ceppo a due contadini nelle campagne tra Grisignano di Zocco e Arlesega, al confine tra le province di Vicenza e Padova. In quel luogo si decise di erigere una chiesetta, tutt'oggi visibile poco prima del casello autostradale per l'Autostrada A4. Nell’area compresa tra il sagrato e l'antica locanda-osteria già a partire dal 1267 iniziò il ricordo devozionale di questa apparizione mariana, con la presenza di commercianti e artigiani provenienti dalle vicine campagne vicentine e padovane che per l'occasione proponevano i loro prodotti ai numerosi fedeli. Il più antico documento ufficiale giunto fino a noi in cui si danno disposizioni sulla Fiera risale invece al 1555, dagli archivi della Serenissima Repubblica di Venezia: è un’autorizzazione ad organizzare anche per quell’anno, come da lunga tradizione, "la Fiera del Soco in villa di Grisignano, territorio parte padovan e parte vicentin…". Ebbe così origine la Fiera del Soco, che ancora oggi si tiene nella vicina Grisignano ad inizio settembre.

## Festività e ricorrenze

### Palio di Lissaro (ultima domenica di Agosto o prima di Settembre)
La manifestazione riprende una vicenda avvenuta dopo l’anno Mille, che vide una disputa tra padovani e vicentini e che procurò a questi ultimi la perdita del vessillo vicentino, che aveva come effigie un asino.
L’evento inizia, la prima sera, con la presentazione delle otto contrade partecipanti e di quelle invitate del circondario padovano, e con la benedizione dei fantini e l’offerta dei ceri in chiesa. Al termine della serata viene issato sul campanile il vessillo dell’asino vicentino da parte della contrada vincitrice del palio dell’anno prima e si conclude con una serata a tema medievale con giochi infuocati.
La domenica pomeriggio si svolge la sfilata del corteo storico dal ponte sul Fiume Ceresone fino alla Chiesa. Ogni anno, nel corteo storico viene presentato un personaggio illustre che ha avuto a che fare nei secoli con la cittadina di Lissaro come, ad esempio, l’Imperatore Federico II, Ezzelino III da Romano e altri. Gli asini accompagnati dai fantini e dagli scudieri entrano nel tratto di strada di Via San Giovanni Battista, a lato della chiesa, nel percorso preparato per il palio, della lunghezza di circa cento metri. In corrispondenza dei due tratti terminali vengono poste due balle di fieno che i fantini dovranno affrontare scendendo dal dorso delle asine per proseguire il giro verso il traguardo posto a metà percorso, di fronte al palco gremito di figuranti, tra cui il personaggio storico dell’anno. Le asine sono cavalcate dai fantini senza l’ausilio di selle, speroni e/o altri arnesi similari, con le sole scarpe di stoffa.
Al termine delle gare, dopo la consegna del drappo del palio al vincitore, la contrada vincitrice issa il vessillo vicentino sul campanile di Lissaro.
-Festa di San Bartolomeo (24 Agosto)
Tradizionale sagra nei giorni del Santo Patrono di Mestrino, San Bartolomeo.

## Infrastrutture e trasporti
Mestrino e la frazione Arlesega sono attraversate dalla Strada statale 11 Padana Superiore, dall'Autostrada A4 (Italia) e inoltre il comune è dotato di una stazione (Stazione di Mestrino) lungo la Ferrovia Milano-Venezia, posta nella vicina Ronchi di Campanile, frazione di Villafranca Padovana.
Il comune è servito da corse autobus gestite da Busitalia Veneto e SVT.

## Società

### Evoluzione demografica
Abitanti censiti

## Amministrazione
| Sindaco              | Partito                                       | Data elezione     | Periodo   |
| -------------------- | --------------------------------------------- | ----------------- | --------- |
| Sandro Rigato        | Centro-sinistra                               | 20 Novembre 1993  | 1993-1998 |
| Roberto Zambolin     | Centro-sinistra                               | 29 Novembre 1998  | 1998-2003 |
| Roberto Zambolin     | Centro-sinistra                               | 25/26 Maggio 2003 | 2003-2008 |
| Marco Valerio Pedron | Centro-destra                                 | 13/14 Aprile 2008 | 2008-2013 |
| Marco Valerio Pedron | Per Mestrino-(LN)                             | 26/27 Maggio 2013 | 2013-2018 |
| Marco Agostini       | Per Mestrino (LN-FdI-FI-NcI-PdF)              | 10 Giugno 2018    | 2018-2023 |
| Marco Agostini       | Per Mestrino-Agostini Sindaco (Centro-destra) | 14/15 Maggio 2023 | 2023-     |

## Sport

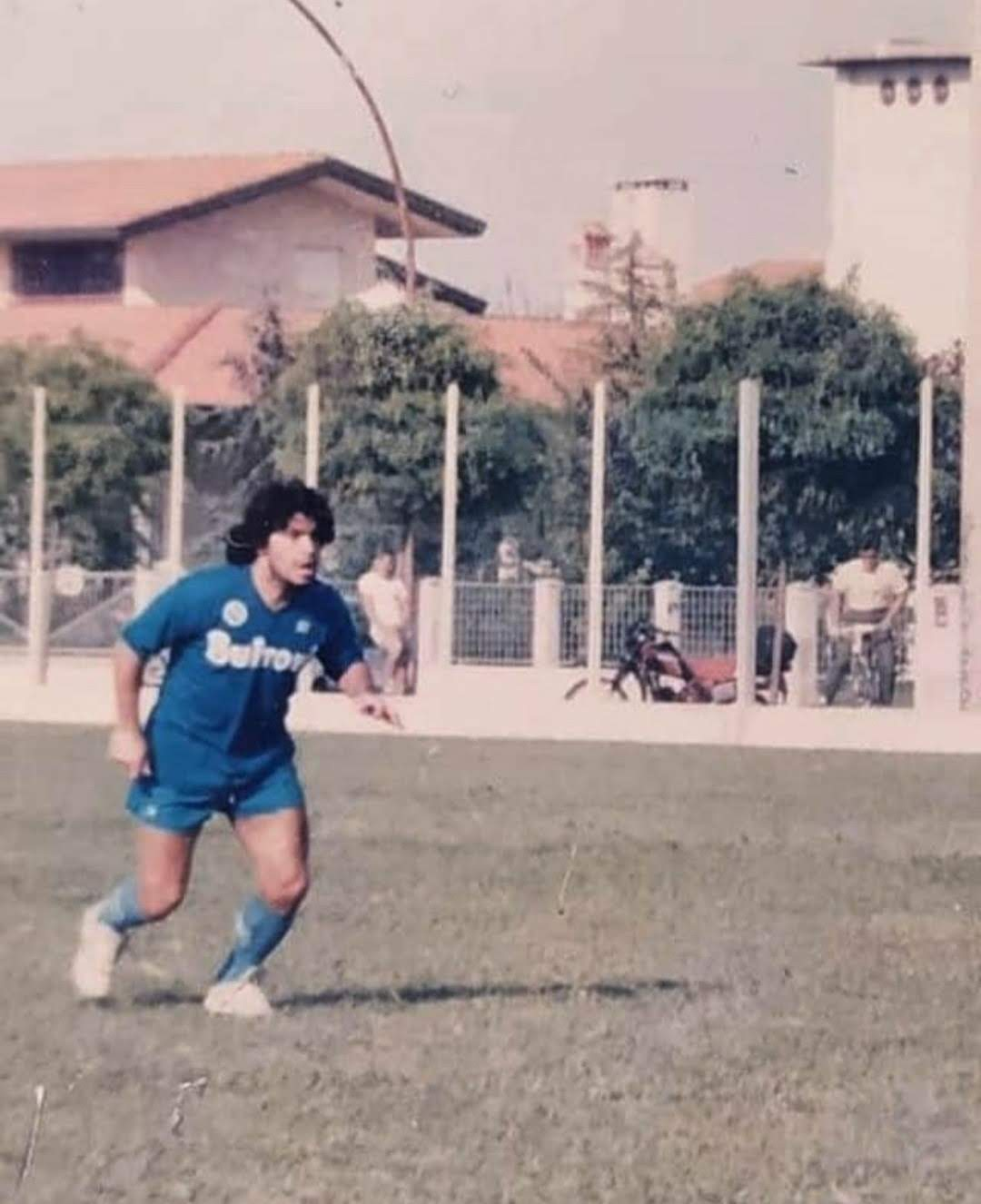
Maradona che si allena con la maglia del Napoli nei campi sportivi di via Filzi, a Mestrino (1987)

La principale squadra di calcio della città è S.S.D. A.R.L. Mestrino Calcio che milita nel girone C veneto di Eccellenza. I colori sociali sono: il verde ed il bianco ed è nata nel 1949. Ma a Mestrino si trovano anche la società di pallamano che si chiama Pallamano Mestrino e due società di pallacanestro, divisesi nel 2015, la Pallacanestro Mestrino e i Raptors Mestrino. Infine sono presenti una società pallavolistica, la Volley Eagles, e una di karate Gōjū-ryū.